# Iglesia de madera de Øye

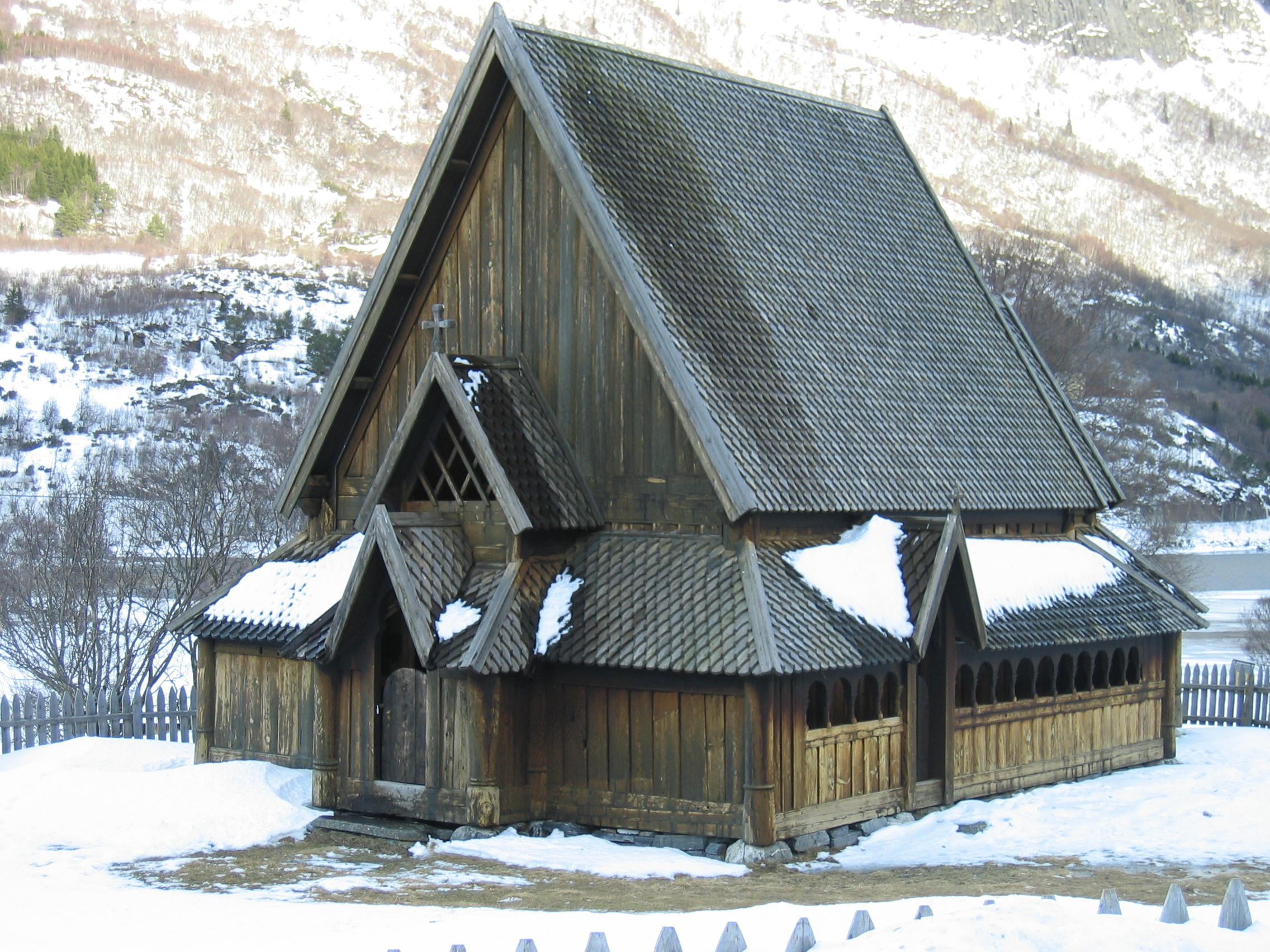
Iglesia de madera de Øye.

La iglesia de madera de Øye es un templo cristiano medieval de ca. 1200 perteneciente al grupo de las stavkirke. Se localiza en Øye, un pequeño pueblo del municipio de Vang, en Noruega. 
Es una reconstrucción de la década de 1950 con la mayor parte del material original. Es una de las stavkirke más pequeñas y también una de las más antiguas. Forma parte de la parroquia de Vang, y es utilizada para efectos eclesiásticos sólo algunas veces en el año.

## Historia
Se nombra por primera vez en una fuente escrita de 1347, pero es datada en ca. 1200. Se situaba en un principio en un solar justo al lado del fiordo. En 1747 fue derribada, al iniciarse la construcción de una moderna iglesia de piedra en el pueblo. Los restos de la stavkirke fueron escondidos, y su paradero se ignoró hasta 1935, cuando durante las obras de expansión de la nueva iglesia, se hallaron bajo su suelo piezas de madera de la stavkirke.
De las piezas halladas, 156 se conservaron para una eventual reconstrucción de la vieja iglesia de madera. Con fondos recolectados entre los ciudadanos de la parroquia y del Riksantikvarien (departamento del Estado noruego responsable de los monumentos históricos), la iglesia de madera de Øye fue reconstruida en la década de 1950 de acuerdo a los planos del arquitecto Ola Øvergaard de 1950. Se eligió una nueva ubicación cercana a la inicial pero en un terreno más alto. Øvergaard utilizó todo el material original rescatado y algunas piezas nuevas, entre las que se hallaban algunas sobrantes de la reconstrucción de la iglesia de madera de Heddal de 1952.
Se cree que uno de los motivos para no reconstruirla en su ubicación primitiva, un terreno bajo junto al fiordo, fue que el río se desbordaba continuamente e inundaba el cementerio, provocando la emergencia de cadáveres.

## El edificio
El plano de la iglesia es una forma intermedia entre una stavkirke tipo A y una tipo B. Tiene cuatro postes centrales que sostienen el techo sobre la nave. Dos postes más sostienen el techo del coro; este es de menor anchura que la nave. La sala central de la nave no tiene un techo elevado, como sucede con las stavkirke de tipo B. En el interior de la iglesia hay cuatro postes más, sin ninguna función. Se ha sugerido que éstos sostenían una torre. El doble escalonamiento del techo de la stavkirke se produce por la diferencia de nivel entre el techo del coro y la nave con el de un corredor exterior que rodea totalmente a ambos.